# کهنوش
روستایی از توابع دهستان خرم‌رود بخش مرکزی شهرستان تویسرکان در استان همدان ایران است.
از این روستا به عنوان شمالی ترین نقطه شهرستان تویسرکان از لحاظ مختصات جغرافیایی و مسکونی بودن یاد می‌شود.

## جمعیت
این روستا براساس سرشماری مرکز آمار ایران در سال ۱۳۹۵،   ۱٫۰۷۷ نفر (۴۷۹ خانوار) جمعیت داشته است.